# Eublemma cinnamomea
Eublemma cinnamomea är en fjärilsart som beskrevs av Herrich-Schäffer 1868. Eublemma cinnamomea ingår i släktet Eublemma och familjen nattflyn. Inga underarter finns listade i Catalogue of Life.

## Bildgalleri

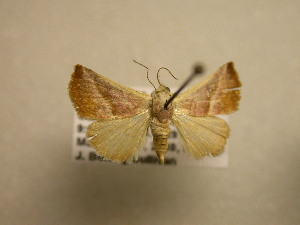
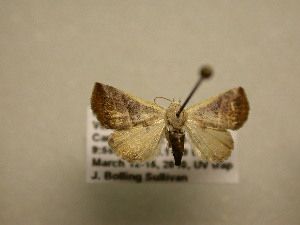
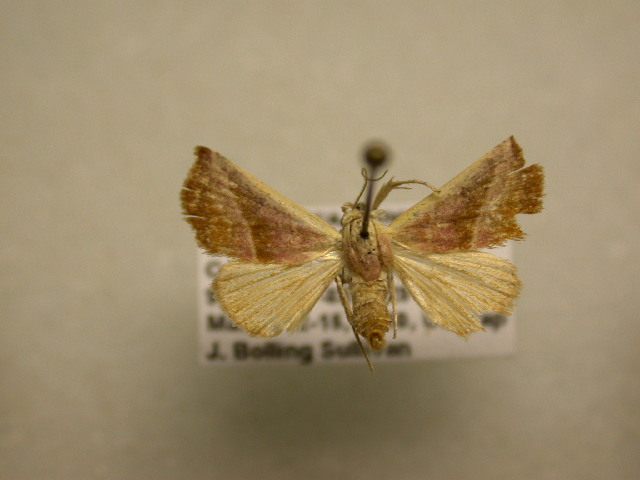